# The Lightning Seeds
The Lightning Seeds is een Britse rockband, opgericht in Liverpool in 1989 door Ian Broudie (zang, gitaar, producent), voorheen lid van de bands Big in Japan en Original Mirrors. De band kende in de jaren 1990 commercieel succes en is bekend van de single Three Lions, waarvoor werd samengewerkt met David Baddiel en Frank Skinner en die in 1996 en 1998 de nummer 1 in het Verenigd Koninkrijk bereikte. De single bereikte opnieuw de nummer 1 in het Verenigd Koninkrijk in 2018.

## Bezetting
Huidige bezetting
- Ian Broudie (leadgitaar, zang, keyboards, 1989-2000, 2006-heden)
- Martyn Campbell (basgitaar, achtergrondzang, 1994-2000, 2009-heden)
- Riley Broudie (slagitaar, 2009-heden)
- Abi Harding (saxofoon, keyboards, achtergrondzang, 2016-heden)
- Jim Sharrock (drums, achtergrondzang, 2016-heden)

Voormalige leden
- Ali Kane (keyboards, 1994-1996)
- Angie Pollock (keyboards, achtergrondzang, 1996-2000, 2009)
- Chris Sharrock (drums, 1994-1997)
- James Bagshaw (keyboards, 2010)
- Keith York (drums, 1997-1998)
- Mathew Priest (drums, 1997-1997)

- Paolo Ruiu (basgitaar, 2006)
- Paul Hemmings (gitaar, 1994-1998)
- Raife Burchell (drums, 2010)
- Rob Allum (drums, 2009-2010)
- Sean Payne (drums, 2011-2012)
- Simon Rogers (gitaar, basgitaar, keyboards, 1992-2000)
- Zak Starkey (drums, 1998-2000)

## Geschiedenis

### 1989-1993: formatie en beginjaren
Voordat hij zijn eigen project formeerde, was Ian Broudie lid geweest van de postpunkband Big in Japan uit de jaren 1970 en later vormde hij het newwave-duo Care met zanger Paul Simpson. Eind jaren tachtig was Broudie beter bekend als producent dan als muzikant en had hij albums geproduceerd voor newwave- en alternatieve-rockartiesten zoals Echo & the Bunnymen, Wall of Voodoo en The Fall. In 1989 begon Broudie alleen op te nemen onder de naam Lightning Seeds. De naam is afgeleid van een verkeerd beluisterde tekst van de hit Raspberry Beret van Prince uit 1985, waarin Prince de regel "thunder drowns out what the lightning sees" zingt. Broudie speelde alle instrumenten op het door hemzelf geproduceerde eerste album Cloudcuckooland uit 1989. The Lightning Seeds boekten succes met hun debuutsingle, de psychedelische hit Pure, die de top 20 bereikte in het Verenigd Koninkrijk en de top 40 van de Billboard Hot 100 in de Verenigde Staten. Zowel Pure als opvolger All I Want bereikten ook de top 10 van Modern Rock Tracks.
Broudie hervatte zijn productiecarrière na het succes van het eerste Lightning Seeds-album, maar keerde in 1991 terug naar songwriting en verhuisde van Rough Trade Records naar Virgin Records. Vervolgens hervatte hij zijn opnamecarrière voor The Lightning Seeds, waarbij hij Simon Rogers opstelde als zijn studiopartner in productie, arrangementen en instrumentatie. Rogers, die ook had geholpen met het programmeren op het eerste Lightning Seeds-album, zou de rest van de carrière van Lightning Seeds Broudie's studiopartner blijven. Het album Sense (1992) bevatte het nummer The Life of Riley, geschreven door Broudie voor zijn zoon, dat de nummer 28 bereikte in de Britse singlehitlijst. Een instrumentale versie van het nummer werd later beter bekend als het BBC-thema voor de Goal of the Month competition. Het album Sense zou Broudie's eerste Lightning Seeds songwriting-samenwerkingen markeren met de voormalige Specials-zanger Terry Hall.

### 1994-1998: tourneejaren
Broudie contracteerde The Lightning Seeds bij Epic Records, zette andere projecten in de wacht en begon aan een tourneeschema. Tegen het einde van 1993 had Broudie het album Jollification (1994) voltooid, met bijdragen van Terry Hall, Alison Moyet en Ian McNabb. De promotietournee begon in augustus 1994 met een constant veranderende bezetting door de jaren heen met Broudie als enige constante. De tournee profiteerde van het succes van de tweede single van het album Change, dat nummer 13 bereikte in de Britse singlehitlijsten en daarmee de tweede Britse top 20-hit van de band werd. Het nummer was ook te horen op de soundtrack van de hitfilm Clueless. Het album Jollification werd een cruciaal succes en de singles Lucky You, Marvelous en Perfect van dit album maakten een merkbare indruk. Mark Farrows albumhoes bevatte het gebruik van computergraphics om een enorme aardbei te creëren en zaden af te beelden met over elkaar geplaatste menselijke gezichten. Tijdens deze periode werden een aantal nummers opgenomen in een privé-rivierbootstudio in de Eel Pie Studios, die toen eigendom was van Pete Townshend voor het vierde studioalbum Dizzy Heights. De single Ready or Not werd voorafgaand aan het album uitgebracht en bereikte de nummer 20 in de Britse singlehitlijst.
In 1996 gaf The Football Association Broudie de opdracht om een song voor Engeland te schrijven voor het komende Euro '96 voetbaltoernooi. Broudie was het eens op voorwaarde dat de komieken Frank Skinner en David Baddiel, die de nachtelijke televisieshow Fantasy Football League hadden gepresenteerd, deelnamen. Het resulterende nummer Three Lions werd een nummer 1 in de Britse singlehitlijst en werd aangenomen als voetballied, niet alleen in het Verenigd Koninkrijk, maar ook in landen zoals Duitsland, waar de single en de bijbehorende video de nummer 16 bereikten in de hitlijsten. In 1997 stond The Lightning Seeds aan het hoofd van het Hillsborough Justice Concert, dat werd gehouden in het Liverpoolse Anfield stadion om geld in te zamelen voor de families in hun strijd voor gerechtigheid. In deze periode behaalde de band nog drie Britse Top 20-hits, waaronder de cover You Showed Me van The Turtles, dat een van hun grootste hits werd.
In 1997 kreeg The Lightning Seeds internationale bekendheid met het nummer You Showed Me op de Austin Powers soundtrack. De publicatie van Like You Do en een Britse promotietournee volgden. In 1998 herwerkte en nam Broudie een bijgewerkte versie van hun populaire voetballied op voor het WK voetbal in Frankrijk. Three Lions '98 bereikte nummer 1 in de Britse singlehitlijst en werd het eerste nummer, dat twee keer bovenaan de hitlijsten kwam met verschillende sets songteksten. In 1998 trad The Lightning Seeds ook op op het hoofdpodium van zowel het Glastonbury Festival als het V Festival in het Verenigd Koninkrijk.

### 1999-2005:Tilten hiaat
Hun album Tilt (1999) was dansgericht en bevatte samenwerkingen met Stephen Jones. De single Life's Too Short werd door BBC Radio 1-dj Chris Moyles aangekondigd als een van de sterkste singles van de band tot nu toe en steeg naar nummer 27 in de Britse singlehitlijst.
Het op een na grootste hitalbum The Very Best of the Lightning Seeds werd uitgebracht op 12 juni 2006, gevolgd door de heruitgave van Three Lions, dat steeg naar nummer 9 in de Britse singlehitlijst. In 2009 bracht Sony een nieuwe verzameling nummers uit onder de titel Four Winds, maar voor het album werd nooit getoerd. In 2014 werden de songs en carrière van Ian Broudie gevierd tijdens een concert in de Liverpool Philharmonic Hall, met het Royal Liverpool Philharmonic Orchestra en optredens van Ian McCulloch (Echo & the Bunnymen), Miles Kane (The Last Shadow Puppets), Terry Hall (The Specials), James Skelly (The Coral) en Broudie zelf met een band met de muzikanten Sean Payne (The Zutons), Bill Ryder Jones en Nick Power (The Coral) en Broudies zoon Riley.
Op 22 augustus 2014 werden de Lightning Seeds vergezeld door het Royal Philharmonic Orchestra in Sefton Park in Liverpool voor een show voor 30.000 mensen, die de Philharmonic-show opnieuw vertolkte zonder de speciale gasten. In december 2016 ondersteunden The Lightning Seeds Madness tijdens hun Britse pre-Christmas arena-tournee. Op 13 juli 2018 kwam de single Three Lions opnieuw binnen op nummer 1 in het Verenigd Koninkrijk, een eerbetoon aan de voortgang van het Engelse nationale voetbalteam op het WK 2018, met de uitdrukking "it's coming home" met veel aandacht op sociale media en televisie. Op 25 juni 2019 vermeldde The New York Times Magazine The Lightning Seeds onder honderden artiesten, wiens materiaal naar verluidt werd vernietigd in de Universal Fire van 2008.

## Discografie
- 1990: Cloudcuckooland
- 1992: Sense
- 1994: Jollification
- 1996: Dizzy Heights
- 1999: Tilt
- 2009: Four Winds